# Elezioni parlamentari in Repubblica Ceca del 1996
Le elezioni parlamentari in Repubblica Ceca del 1996 si tennero il 31 maggio e 1º giugno per il rinnovo della Camera dei deputati. In seguito all'esito elettorale, Václav Klaus, espressione del Partito Democratico Civico, fu confermato Presidente del Governo; nel 1997 fu sostituito da Josef Tošovský, in qualità di Presidente ad interim del governo.

## Risultati
| Liste                                                          | Voti      | %     | Seggi |
| -------------------------------------------------------------- | --------- | ----- | ----- |
| Partito Democratico Civico                                     | 1 794 560 | 29,62 | 68    |
| Partito Social Democratico Ceco                                | 1 602 250 | 26,44 | 61    |
| Partito Comunista di Boemia e Moravia                          | 626 136   | 10,33 | 22    |
| Unione Cristiana e Democratica - Partito Popolare Cecoslovacco | 489 349   | 8,08  | 18    |
| Partito Repubblicano di Cecoslovacchia                         | 485 072   | 8,01  | 18    |
| Alleanza Democratica Civica                                    | 385 369   | 6,36  | 13    |
| Pensionati per la Sicurezza della Vita                         | 187 455   | 3,09  | –     |
| Unione Democratica                                             | 169 796   | 2,80  | –     |
| Liberal Democratici - Partito Liberale Nazionale Sociale       | 124 165   | 2,05  | –     |
| Blocco di Sinistra                                             | 85 122    | 1,40  | –     |
| Indipendenti                                                   | 30 125    | 0,50  | –     |
| Unione di Mezzo Ceco-Morava                                    | 27 490    | 0,45  | –     |
| Movimento per la Slesia e la Moravia Autonome                  | 25 198    | 0,42  | –     |
| Partito Nazionale Moravo                                       | 16 580    | 0,27  | –     |
| Partito Democratico di Sinistra                                | 7 740     | 0,13  | –     |
| Destra Ceca                                                    | 2 808     | 0,05  | –     |
| Totale                                                         | 6 059 215 | 100   | 200   |